# 贝妮代塔·利翁纳
贝妮代塔·利翁纳（義大利語：Benedetta Glionna；1999年7月26日—），意大利女子足球运动员，司职前锋，目前效力于罗马体育俱乐部和意大利国家女子足球队。她曾代表意大利参加2023年国际足联女子世界杯。